# トム・アーノルド
トム・アーノルド（Tom Arnold, 1959年3月6日 - ）は、アメリカ合衆国のコメディアン・俳優・プロデューサー。アイオワ州出身。

## 来歴
生地のインディアン・ヒルズ・コミュニティ・ガレッジに学ぶ。1983年頃から、スタンダップコメディアンとして活動し始める。1988年に、ミネアポリスで行われたコメディーコンペティションで見事1位に輝いた彼は、それを機に活動の場をロサンゼルスへ移す。その才能をコメディエンヌのロザンヌ・バーに認められた彼は、彼女が主演のテレビシリーズ『ロザンヌ』へ出演。徐々に人気も上がって、1991年に映画デビュー。その後も、コミカルな演技で映画などに出演している。
FSN系列の番組でホストも務め、野球選手のイチローにインタビューを求めたこともある。
1990年にロザンヌ・バーと結婚しているが、1994年には離婚している。
FSN系列の番組内で、元NFLニューヨーク・ジャイアンツのマイケル・ストレイハンと乱闘騒ぎを起こしている。

## 出演作品

### 映画
- エルム街の悪夢 ザ・ファイナルナイトメア Freddie's Dead: The Final Nightmare (1991)
- 靴をなくした天使 Hero (1992)
- コーンヘッズ Coneheads (1993)
- トゥルーライズ True Lies (1994)
- 9か月 Nine Months (1995)
- オースティン・パワーズ Austin Powers: International Man of Mystery (1997)
- SHRIEK 最低絶叫計画? Shriek If You Know What I Did Last Friday the Thirteenth (2000)
- DENGEKI 電撃 Exit Wounds (2001)
- ヘンゼルとグレーテル Hansel & Gretel (2002)
- ブラック・ダイヤモンド Cradle 2 the Grave (2003)
- アメリカン・スクール・トリップ After School Special (2003)
- サッカー・ツインズ／ただいま特訓中！ JUST FOR KICKS (2003)
- ハッピー・エンディング Happy Endings (2005)
- ザッツ★マジックアワー ダメ男ハワードのステキな人生 The Great Buck Howard (2008)
- サンセット・ストリップ 〜ロックンロールの生誕地〜 Sunset Strip (2012) ※ドキュメンタリー映画
- マディアおばさんのドタバタNY事件簿 Madea's Witness Protection (2012)
- HIT&RUN Hit and Run (2012)
- スーパーメンチ -時代をプロデュースした男!- Supermensch: The Legend of Shep Gordon (2013)
- チーム・コンバット Underdog Kids (2015)
- マキシマム・インパクト Maximum Impact (2017)

### テレビドラマ
- ロザンヌ Roseanne (1988)
- ベイウォッチ Bay Watch (2000)
- アウターリミッツ The Outer Limits (2001)
- According to Jim (2004)
- LAW & ORDER (2007)

### テレビアニメ
- ヘラクレス Hercules (1998)
- ザ・シンプソンズ The Simpsons (1999)
- Oops!フェアリーペアレンツ The Fairly OddParents (2003)
- キング・オブ・ザ・ヒル King of the Hill (2003)